# Brachypus (Bulbophyllum)
Brachypus: es una sección del género Bulbophyllum perteneciente a la familia de las orquídeas.   La especie tipo es: Bulbophyllum maxillarioides Schltr. 
Caracterizado  por las flores de tamaño medio en una sola inflorescencia que rara vez superan a los pseudobulbos en altura. Los pseduopbulbos pueden estar bien desarrollados o no. Las flores pueden tener largas papilas en el ápice del pétalo o ser pequeñas, no divididas y de pelo corto y pequeñas en comparación con los sépalos que pueden ser iguales o pueden tener los laterales más largos. El labio es pequeño, grueso y carnoso a glabro y con frecuencia más corta, pero pocas veces más larga que la columna.

## Especies
1. Bulbophyllum arsoanum J.J.Sm. 1912 New Guinea
2. Bulbophyllum brevilabium Schltr. 1913 New Guinea
3. Bulbophyllum ellipticifolium J.J.Sm. 1935 New Guinea
4. Bulbophyllum hians Schltr. 1913 New Guinea
5. Bulbophyllum latibrachiatum J.J.Sm. 1908 New Guinea
6. Bulbophyllum lineolatum Schltr. 1913 New Guinea
7. Bulbophyllum longipedicellatum J.J. Sm. 1910 Papua and New Guinea
8. Bulbophyllum lorentzianum J.J.Sm. 1910 New Guinea
9. Bulbophyllum maxillarioides Schltr. 1905 Papua New Guinea
10. Bulbophyllum nematopodum F. Muell. 1872
11. Bulbophyllum rhodostictum Schltr. 1913 Papua New Guinea
12. Bulbophyllum samoanum Schltr. 1911 New Hebrides, Fija, New Caledonia and Samoa
13. Bulbophyllum umbraticola Schltr. 1913 Papua New Guinea
14. Bulbophyllum variculosum J.J.Verm. 2008 western New Guinea